# Rónald Gómez
Rónald Gómez Gómez (Puntarenas, 24 de janeiro de 1975) é um ex-futebolista costarriquenho.

## Carreira
Disputou duas Copas do Mundo (2002 e 2006). Na Copa do Mundo FIFA de 2002 jogou três partidas marcou dois gols e na Copa do Mundo FIFA de 2006, jogou a mesma quantidade de partidas e marcou um gol. Ele ainda integrou a Seleção Costa-Riquenha de Futebol na Copa América de 1997.